# Dongba

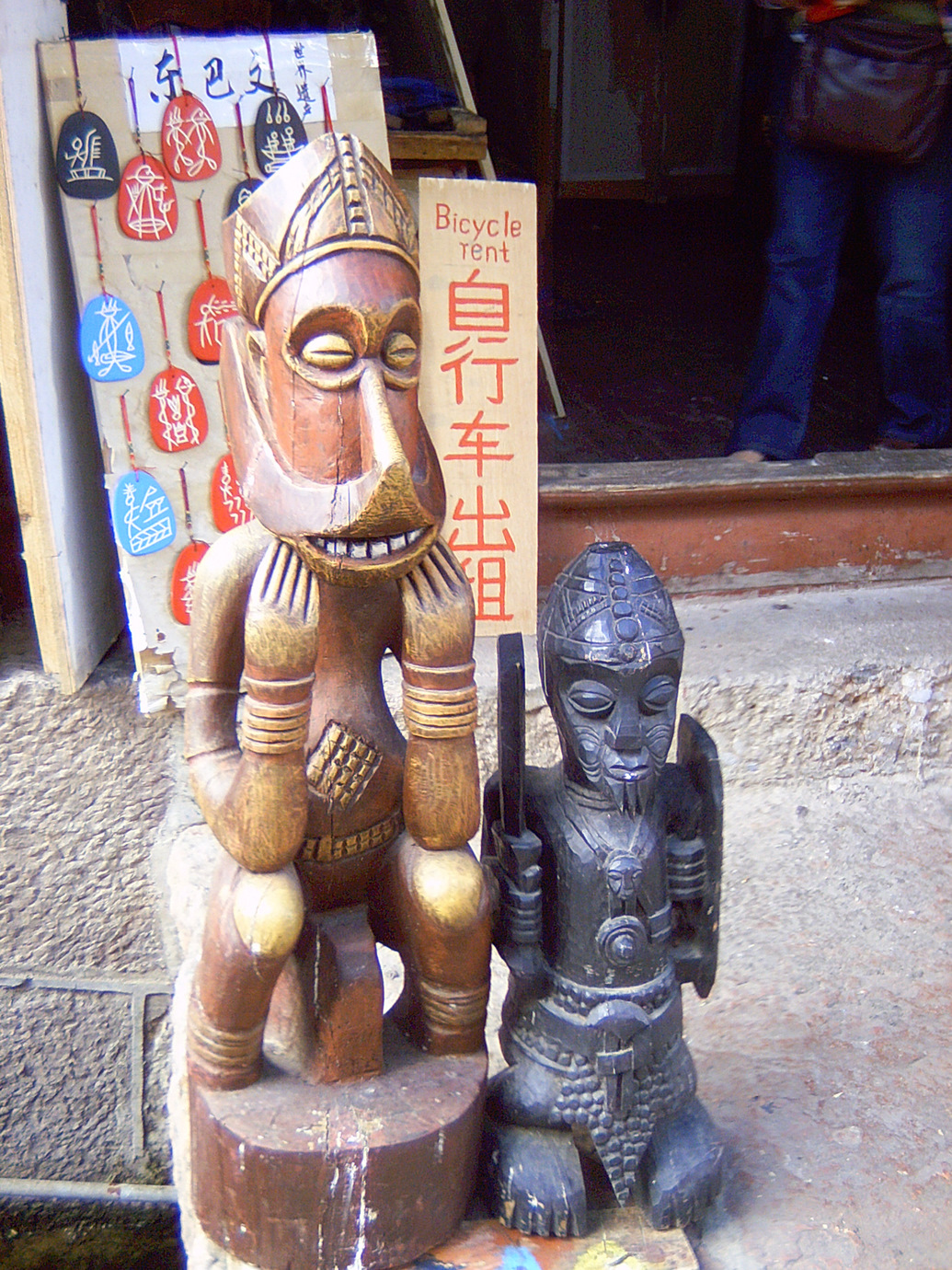
Totems dongba

Le dongba (chinois simplifié : 东巴 ; chinois traditionnel : 東巴 ; pinyin : dōngbā ; litt. « ba de l'est ») est une culture, une écriture et ancienne religion totémiste de Chine. Elle est proche de la religion tibétaine bön.
Cette culture est située notamment dans la ville-préfecture de Lijiang, province du Yunnan et dans le district de Muli, province du Sichuan, en Chine.

## La religion

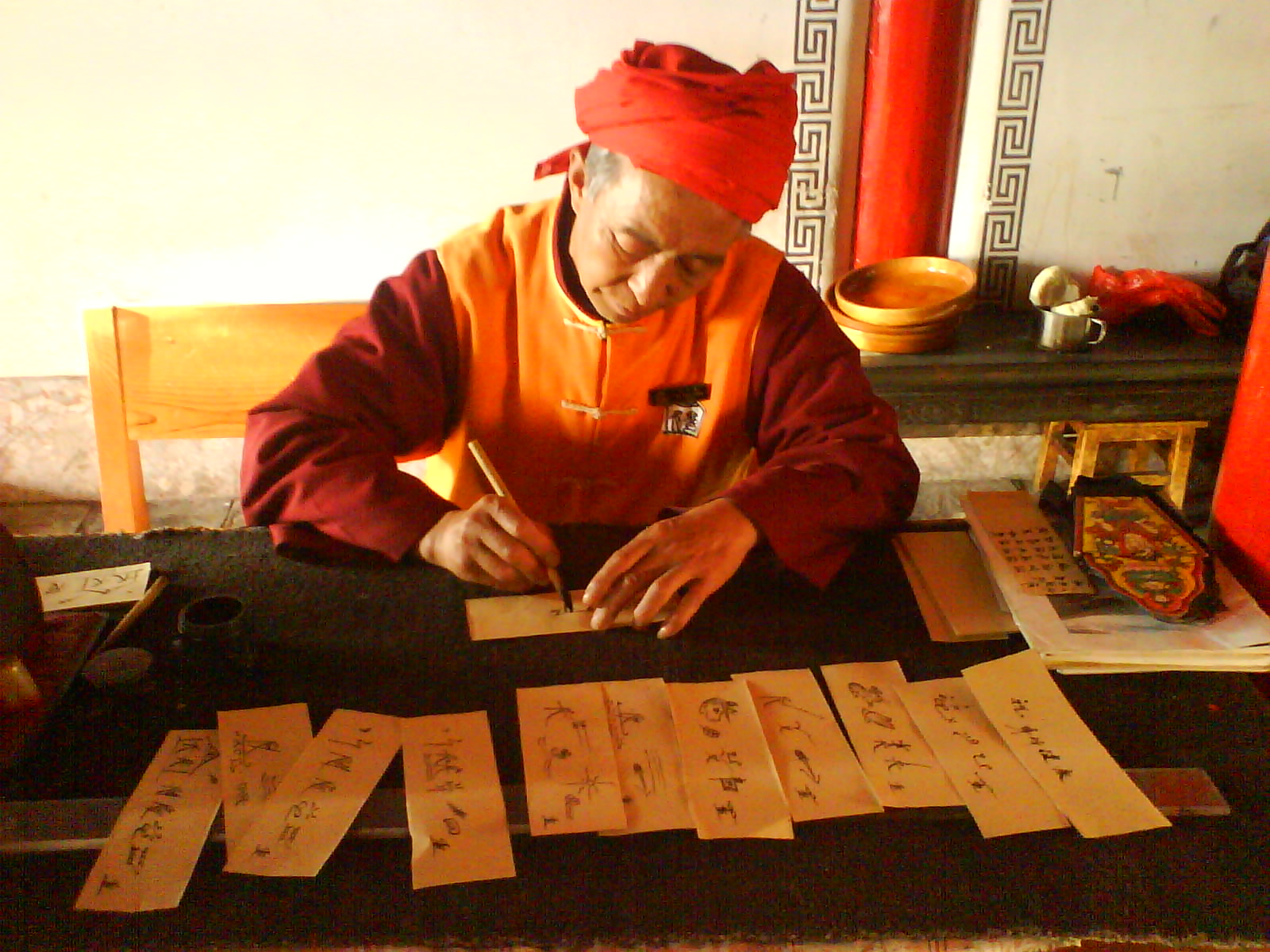
Oracle dongba calligraphiant au calame dans un temple près de Lijiang

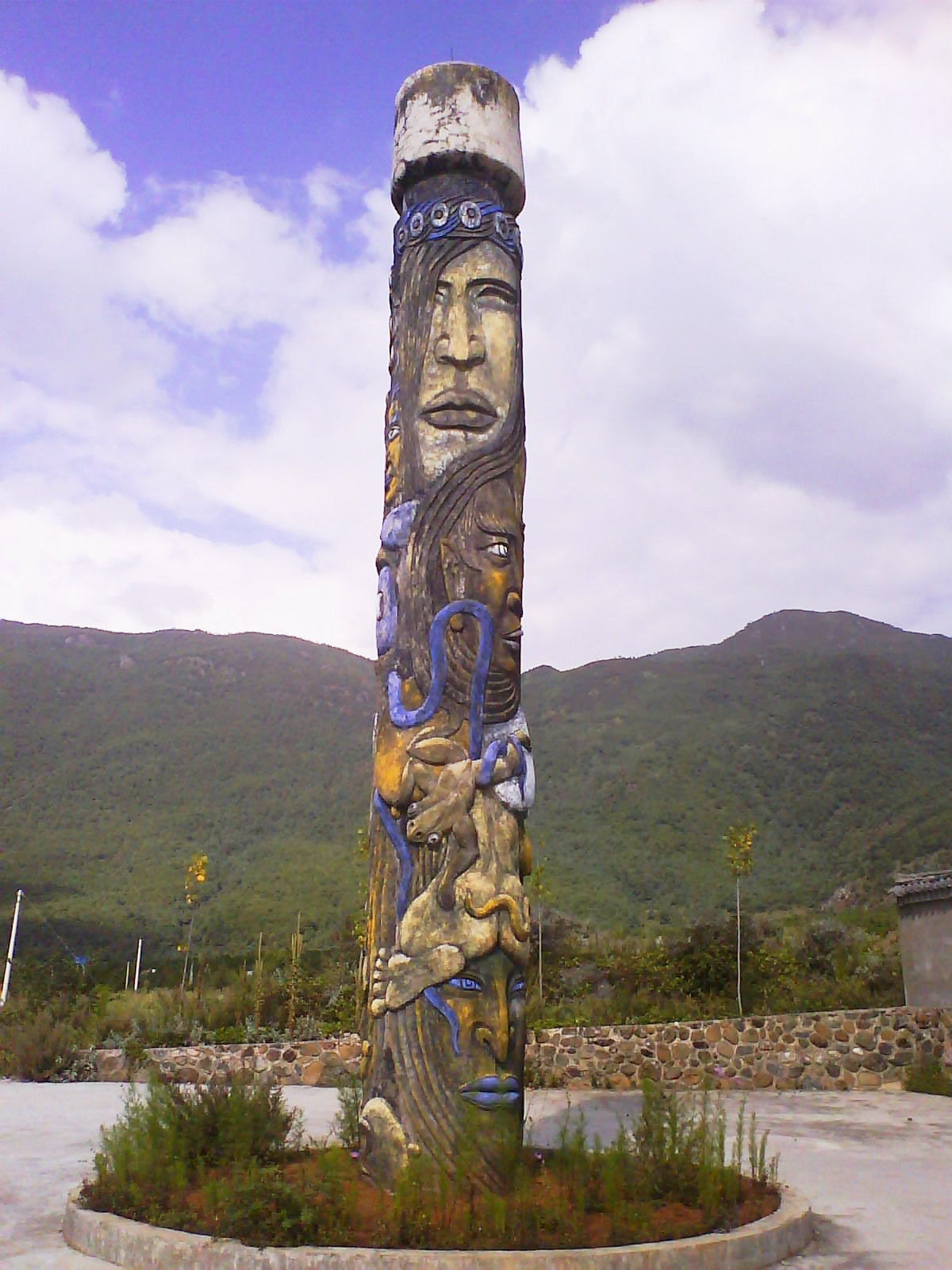
Grand totem

La religion, vieille de plus de mille ans, est une sorte de paganisme lamaïsé. Elle est pratiquée par les Naxi de langue tibéto-birmane, une des nombreuses minorités ethniques de la Chine (260 000 personnes). Ils vivent dans le nord de la province du Yunnan, principalement dans les préfectures de Lijiang, Weixi, Zhongdian, Ninglang et Yongsheng.
La religion traditionnelle Naxi, le Dongba, possède beaucoup de caractéristiques de la religion tibétaine prébouddhique Bonpo. C'est une forme d'animisme chamanique qui tire son nom de ses prêtres, les « Dongba ». Les fidèles sont invités à chanter des textes sacrés lors des fêtes et de diverses cérémonies, comme les mariages et les enterrements.
Les prêtres, également connus sous le nom d'« hommes sages », jouent un rôle important dans la culture Naxi. Ils prêchent l'harmonie entre l'homme et la nature. L'influence tibétaine se fait sentir dans leurs costumes ; ils portent des images des dieux de l'ancienne religion Bonpo sur leur couvre-chef. Des drapeaux tibétains de prière et des offrandes taoïstes peuvent parfois être aperçus dans leurs cérémonies rituelles. Pour les Naxi, les Tibétains, les Bai et eux-mêmes descendent d'un même couple formé par un homme et d'une déesse.
Le culte des ancêtres et des forces de la nature constitue sa caractéristique dominante. Les rituels, préservés grâce à des pictogrammes, des écrits et des tableaux religieux, en sont le mode d'expression principal. Le prêtre est l’héritier naturel de cette culture.  
Les oracles dongba utilisent des osselets pour leur divination.
La culture dongba utilise des totems, notamment pour les tombes. Pour les Naxi, il est irrespectueux de photographier les sculptures des tombes.
Dans la culture dongba, il ne faut jamais retourner en arrière sur un chemin emprunté, les bâtiments religieux ont donc généralement deux portes, une pour l'entrée, une autre pour la sortie.

## L'écriture

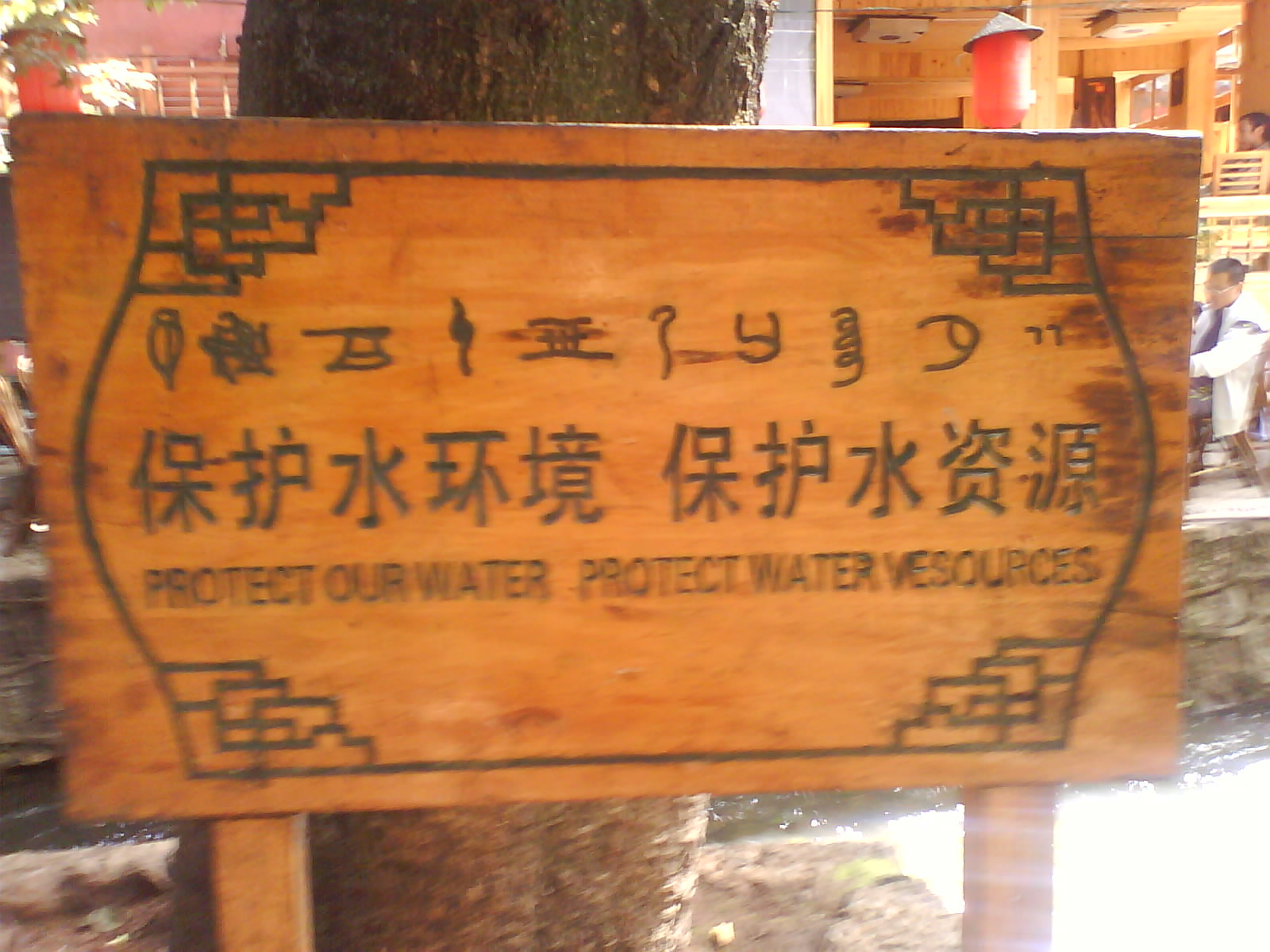
Panneau en dongba avec les traductions en chinois et en anglais à Lijiang

L'écriture dongba est sans doute la seule écriture majoritairement pictographique utilisée de nos jours ; certains caractères y sont cependant utilisés comme caractères syllabiques. Dans la préfecture de Lijiang notamment, les panneaux sont généralement écrits en chinois, en dongba et parfois en anglais. La calligraphie dongba est toujours pratiquée, ainsi que la fabrication artisanale de papier à partir d'écorce de deux arbustes, Wikstroemia delavayi et Wikstroemia lichiangensis (plantes poussant à 2 000 m d'altitude), et l'imprimerie par estampes. L'écriture manuelle se pratique au calame de bambou. Il existe également de nombreuses représentations murales de cette écriture, en bas relief ou en peinture.
On peut trouver dans les librairies de la ville de Lijiang des dictionnaires dongba - chinois/anglais.
Une autre écriture pictographique chinoise connue est le shuishu (水书 / 水書, shuǐshū) utilisé par le peuple shui. Une autre supposée serait le Daba, utilisé par la langue Mosuo, proche de la langue des Naxi.
Les Naxi utilisent également l'écriture nommée geba, (哥巴, gēbā, Ggo¹baw en langue Naxi).